# Aranybékafélék
Az aranybékafélék (Mantellidae) a kétéltűek (Amphibia) osztályába és  a békák (Anura) rendjébe tartozó  család. Az ide tartozó fajok Madagaszkár és Mayotte szigetén élnek.

## Rendszerezés
A családba az alábbi alcsaládok és nemek tartoznak:
- Boophinae alcsalád, Vences & Glaw, 2001
  - Boophis Tschudi, 1838
- Laliostominae alcsalád, Vences & Glaw, 2001
  - Aglyptodactylus Boulenger, 1918
  - Laliostoma Glaw, Vences & Böhme, 1998
- Mantellinae alcsalád, Laurent, 1946
  - Blommersia Dubois, 1992
  - Boehmantis Glaw & Vences, 2006
  - Gephyromantis Methuen, 1920
  - Guibemantis Dubois, 1992
  - Mantella Boulenger, 1882
  - Mantidactylus Boulenger, 1895
  - Spinomantis Dubois, 1992
  - Tsingymantis Glaw, Hoegg & Vences, 2006
  - Wakea Glaw & Vences, 2006